# Kilpi
Kilpi je finská heavy metalová kapela, která zpívá ve finštině.

## Historie
Kapelu roku 2003 založili Pete Kilpi a Taage Laiho. Nahráli první singl „Nerokasta Ikävää“, který rozeslali do finských rádií, a tím se dostali do povědomí posluchačů. Začátkem února 2003 začali pracovat na prvním albu Sähkönsinistä Sinfoniaa, které vyšlo 28. května 2003. V létě pak měli své první koncerty.
V září 2004 vyšlo jejich druhé album II Taso. V říjnu kapela vyrazila na finské turné s názvem Sielut Iskee Tour 2004. První část proběhla mezi říjnem a prosincem, druhá v únoru a březnu 2005.
V únoru 2006 kapela vydala třetí studiové album s názvem Kaaoksen Kuningas. Dvě písně z tohoto alba, „Katharsis“ a „Toinen Minä“, byly nominovány do soutěže Eurovision Song Contest 2006. Nakonec ale postoupila kapela Lordi.
Jediný záznam vystoupení vyšel v roce 2007 s názvem Kaaos – Live. Koncert vyšel také na DVD pod názvem Kuningas.
V roce 2008 bylo vydáno album IV a v roce 2009 zatím poslední album Pirun Merta.

## Diskografie

### Studiová alba
- Sähkönsinistä Sinfoniaa (2003)
- II Taso (2004)
- Kaaoksen Kuningas (2006)
- IV (2008)
- Pirun Merta (2009)
- Juggernautti (2015)

### Koncertní alba
- Kaaos – Live (2007)

### Výběrová alba
- 18 parasta Savuna ilmaan (2008)

### DVD
- Kuningas (2007)

### Singly
- Nerokasta Ikävää (2003)
- Villin vaaran kosto (2003)
- Pahalle et käännä selkää (2003)
- Sielut iskee tulta (2004)
- Eilinen (2004)
- Varjoista valoihin (2004)
- Ihminen (2006)
- Lakse kuolleet ja rukoile (2006)
- Kaaoksen Kuningas (2006)
- Katharsis (2007)
- Savuna ilmaan (2007)
- Sisäinen Vihollinen (2008)
- Tuli, Vesi, Ilma ja Maa (2008)
- Kunnes Kuolema Meidät Erottaa (2008)
- Viinapiru (2009)
- Käännetään maailma (2010)
- Lautta (2012)
- Rakkaus vapauttaa (2012)
- Juggernautti (2015)
- Kasikus (2017)
- Taiteilija (2018)